# Prog (album)
Prog è il quinto album in studio registrato dal trio jazz The Bad Plus. Come per gli album precedenti del gruppo, Prog presenta diverse cover tra cui Everybody Wants to Rule the World di Tears for Fears, Life on Mars? di David Bowie e Tom Sawyer dei Rush. È stato pubblicato l'8 maggio del 2007.

## Tracce
1. Everybody Wants to Rule the World – 5:34 (Chris Hughes, Roland Orzabal, Ian Stanley)
2. Physical Cities – 9:08 (Reid Anderson)
3. Life on Mars? – 6:02 (David Bowie)
4. Mint – 5:20 (Ethan Iverson)
5. Giant – 8:44 (Reid Anderson)
6. Thriftstore Jewelry – 5:36 (David King)
7. Tom Sawyer – 5:10 (Pye Dubois, Geddy Lee, Alex Lifeson, Neil Peart)
8. This Guy's in Love with You – 4:43 (Burt Bacharach, Hal David)
9. The World is the Same – 9:08 (Reid Anderson)
10. 1980 World Champion – 5:03 (David King)

## Formazione
- Ethan Iverson - pianoforte
- Reid Anderson - contrabbasso
- Dave King - batteria